# Cratère de Haviland

Le cratère de Haviland est un cratère d'impact (astroblème) situé dans le comté de Kiowa dans l'état du Kansas, au sud-ouest de la ville de Haviland.
Son diamètre est d'environ 15 m, de forme ovale, et son âge est estimé à moins de 1 000 ans.
Il a été découvert en 1925 et décrit en 1933.
Des fragments de météorite (dont un de 500 kg) ont été trouvés à proximité.

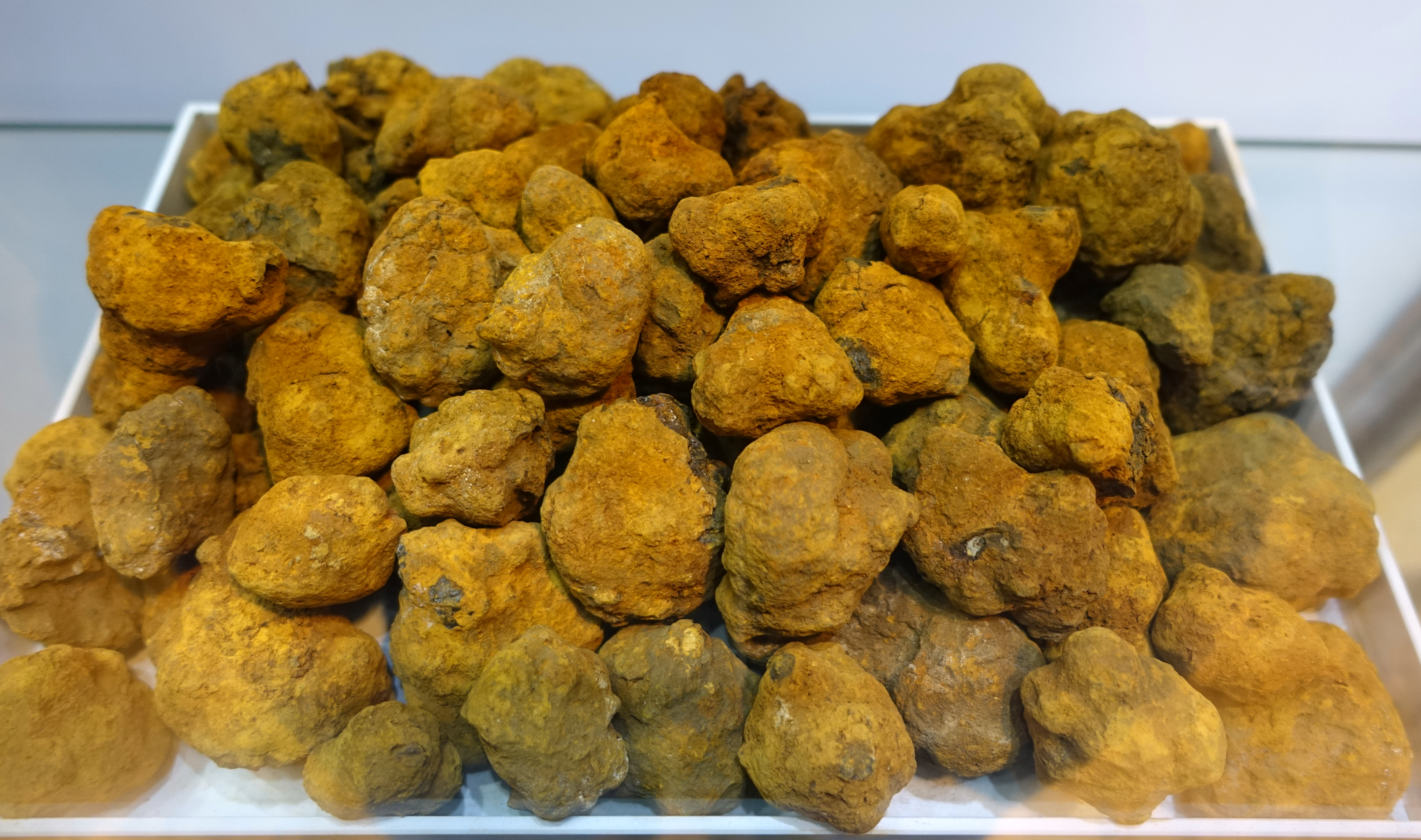
Fragments de météorite d'Haviland Crater